# Lumimuut Corona
Lumimuut Corona est une corona, formation géologique en forme de couronne, située sur la planète Vénus par -11,5° S et 234,5° E. Elle est localisée dans le quadrangle de Taussig. Elle a été nommée en référence à Lumimuut, déesse ancêtre des Minahas (Sulavesi, Indonésie). 

## Géographie et géologie
Lumimuut Corona couvre une surface circulaire d'environ 230 km de diamètre. 